# Dorysthenes pertii
Dorysthenes pertii là một loài bọ cánh cứng trong họ Cerambycidae.